# 泉州公交29路
泉州公交龙岭专线是中华人民共和国泉州市境内的1条公共交通线路，全程17.2公里。起讫点为客运中心站至龙岭村，运营时间为客运中心站8:30-16:10；龙岭村7:30-15:10。

## 历史

### 本线
- 2001年12月24日，泉州公交发展有限公司（公交集团前身）开通29路。初期运营区间为圣湖小区-关帝庙-曾林村。初期运营时间为6:10-17:30[1]，票价¥1.5/人，使用车辆为15部华夏AC6750Q型无空调汽油城市客车
- 2002年8月1日，因优化调整。29路取消途径温陵北路、涂门街。改为途径九一街、打锡街、濠沟墘至新门菜市后原线行驶，其它不变。[2]
- 2004年1月，29路与21路部分互换车辆，29路接手并更换自21路退下的11部华新牌小巴
- 2004年12月21日，29路由圣湖小区延伸至云谷小区始发终到。[3]
- 2005年5月1日，29路开始启用无人售票制度。同日，29路接手并更换自7路于2004年8月退下的12部华夏AC6750Q型无空调汽油客车。[4]
- 2005年5月25日，29路取消途径沟土乾（沿东干渠）及云谷小区东大门，改为途径广电路、祥远路、远太苑至丰泽街后原线行驶[5]
- 2006年1月28日，29路自云谷小区延伸至客运中心站始发终到。同日，票价变更为分段计价¥2.0元/人，运营时间调整为6:20-18:00[6]
- 2007年2月16日，因火炬工业区拥堵严重，29路取消途径火炬家私、边防医院、乌石村口、樟崎等站[7]
- 2007年4月30日，29路更换为16部亚星JS6880C93H型柴油空调公交车，原配12部AC6750Q退至41路。
- 2009年8月11日，29路双向撤出锦美街，改为途径笋江路全段，其它不变。[8]
- 2010年6月，因更换16（现K603路）车型的需要，一分公司划拨29路3部JS6880C93H至16路
- 2011年2月，29路接手并增加自4路退下的2部JS6880C93H
- 2013年4月，29路全线车辆启动发动机改造项目。拆除原配欧II排放标准的玉柴柴油发动机，改装为福田康明斯生产的国III排放发动机[9]
- 2014年12月，因K6路开通需要，一分公司划拨29路2部JS6880C93H至K6路。
- 2015年12月10日，29路更换为16部金旅XML6105JHEV85CN型LNG插电式混合动力空调城市客车，并退下原有JS6880C93H
- 2016年9月，因一分公司（现更名为江南公司）加入运营K508路，抽调29路2部XML6105JHEV85CN至K508路
- 2016年12月，29路本线与17路互换配车，接手并更换自17路退下的16部金旅XML6105JHEVE8C1型柴油插电式混合动力空调客车
- 2017年6月30日，29路票价由分段计价¥2.0降为一票制¥1.0[10][11]
- 2018年5月15日，29路本线全线更换为16部大金龙XMQ6802AGBEVL2型空调电动巴士，并退下16部XML6105JHEVE8C1
- 2019年5月17日，因连续强降雨及南环路内涝的影响，龙岭专线停运半日。[12][13]
- 2019年7月10日，因云谷公交站施工需要，龙岭专线取消途径丰冠路、丰泽街，改为途径坪山路至客运中心站始发终到
- 2019年11月5日，29路开通夜班服务。客运中心站末班由19:10延长至22:00发车。但因古龙路夜间通行困难影响，曾林村末班调整为18:40，并不再实行冬夏区分。而18:40后的班次皆只在经贸学院始发终到，经贸学院首末班时间调整为19:10-21:00。[14]
- 2021年5月30日，受当日强降雨影响，南环路经贸学院路段出现积水无法通行。受此影响29路当日取消途径高新科技园至曾林村等站点，次日恢复。[15]
- 2021年6月7日，应市交警支队拆除临漳门站的要求。自该日起29路及29路复线双向取消停靠该站。
- 2021年10月11日，因壕沟乾施工封闭半幅车道，29路及29路复线临时取消途径壕沟墘、庄府巷、打锡街。改为途径新门街、涂门街、百源路至九一街站原线行驶。[16]
- 2022年2月13日，自该日起29路龙岭专线调整发车时间。龙岭村7:30、9:30、13:10、15:10；客运中心站8:30、10:30、14:10、16:10发车。[17]
- 2022年3月14日，受客运中心站划为疫情封控区影响，29路及龙岭专线自该日起暂停运营至4月17日。[18][19]
- 2022年4月18日，29路及29路复线恢复运营。[20]
- 2022年5月31日，29路及29路复线恢复壕沟墘、庄府巷、打锡街，取消途径新门街、涂门街、百源路。[21]
- 2022年12月30日，自该日起29路及龙岭专线往曾林村方向增停云谷山兜站。[22]
- 2023年11月1日，因优化调整。自该日起29路并入30路。29路原路号撤销，龙岭专线则保持不变。同日，29路本线原配16部XMQ6802AGBEVL2加入30路。[23]

### 龙岭专线
- 2005年1月7日，29路复线（龙岭专线）开通，运营区间为云谷花苑-龙岭村。票价与29路相同。使用车型为亚星JS6730C79型无空调柴油客车。[24]
- 2010年12月，29路复线接手并更换自36路（现K307路）退下的1部大金龙XMQ6762NEG3型柴油空调公交车
- 2013年7月，原29路复线更名为龙岭专线，原路名停用。
- 2017年7月30日，受台风纳沙所带来的影响，龙岭专线当日仅在公交云谷站-曾林村之间运行。次日恢复运行至龙岭村。[25]
- 2017年12月，龙岭专线接手并更换自55路退下的1部福达FZ6890UF3G3型柴油空调公交车，原有1部XMQ6762NEG3退役
- 2018年9月，因原配FZ6890UF3G3车况过差，龙岭专线更换为1部XMQ6802AGBEVL2，原配FZ6890UF3G3退役
- 2024年10月31日，因南环高架桥施工，自该日起龙岭专线往龙岭村方向临时取消停靠泉州经贸学院站。

## 站点
- 因本线已撤销，以下站点皆为龙岭专线站点

| 路线 | 路线 | 路线 | 所在地区、街道 | 所在地区、街道 | 站点名             | 备注            |
| ---- | ---- | ---- | -------------- | -------------- | ------------------ | --------------- |
|      |      |      | 丰泽区         | 泉秀街         | 客运中心站         | 起讫站          |
|      |      |      | 丰泽区         | 坪山路         | 客运中心站东门     |                 |
|      |      |      | 丰泽区         | 坪山路         | 丰泽区行政服务中心 |                 |
|      |      |      | 丰泽区         | 坪山路         | 云谷工业区         |                 |
|      |      |      | 丰泽区         | 坪山路         | 泉州农校           |                 |
|      |      |      | 丰泽区         | 坪山路         | 云谷山兜           |                 |
|      |      |      | 丰泽区         | 丰泽街         | 公交大厦           |                 |
|      |      |      | 丰泽区         | 丰泽街         | 人民医院           | 人民保险        |
|      |      |      | 丰泽区         | 丰泽街         | 泰和兴业           |                 |
|      |      |      | 丰泽区         | 丰泽街         | 儿童医院           |                 |
|      |      |      | 鲤城区         | 九一街         | 九一街             |                 |
|      |      |      | 鲤城区         | 打锡街         | 打锡街             | ↓               |
|      |      |      | 鲤城区         | 壕沟墘         | 鲤城区政府         |                 |
|      |      |      | 鲤城区         | 新门街         | 新门菜市           |                 |
|      |      |      | 鲤城区         | 新门街         | 甲第巷口           |                 |
|      |      |      | 鲤城区         | 新门街         | 蔬菜公司           |                 |
|      |      |      | 鲤城区         | 笋江路         | 三千坛             |                 |
|      |      |      | 鲤城区         | 笋江路         | 笋江路东段         |                 |
|      |      |      | 鲤城区         | 笋江路         | 笋江路中段         |                 |
|      |      |      | 鲤城区         | 笋江路         | 市中医院           | 原名 笋江路西段 |
|      |      |      | 鲤城区         | 南环路         | 高新科技园         | ↑               |
|      |      |      | 鲤城区         | 南环路         | 泉州经贸学院       | ↑               |
|      |      |      | 鲤城区         | 南环路         | 赤土村口           |                 |
|      |      |      | 鲤城区         | 元福路         | 元福路口           |                 |
|      |      |      | 鲤城区         | 古龙路         | 赤土村             | 原名 鸿星尔克   |
|      |      |      | 鲤城区         | 古龙路         | 坑头村             |                 |
|      |      |      | 鲤城区         | 古龙路         | 大乡村             |                 |
|      |      |      | 鲤城区         | 古龙路         | 曾林村             |                 |
|      |      |      | 鲤城区         | 龙岭路         | 龙岭村             | 起讫站          |

## 票价
龙岭专线计价方式为一票制，全程票价¥1.0。其中：
- 泉通卡普通卡9折，月票卡、敬老卡、爱心卡优惠功能有效
- 可使用泉城通APP及支付宝、云闪付、微信乘车码支付

## 配车
龙岭专线配车数总计1部，其中：
- 大金龙XMQ6802AGBEVL2 1部

- 亚星JS6730C79
（2005.1 - 2010.11）
- 大金龙XMQ6762NEG3
（2010.11 - 2017.12）
- 福达FZ6890UF3G3
（2017.12 - 2018.9）
- 大金龙XMQ6802AGBEVL2
（2018.9 - ）

原29路配车数总计0部
- 华新小巴
（2004.1 - 2005.5）
- 亚星JS6880C93H
（2007.5 - 2015.12）
- 金旅XML6105JHEV85CN
（2015.12 - 2016.12）
- 金旅XML6105JHEVE8C1
（2016.12 - 2018.5）
- 大金龙XMQ6802AGBEVL2
（2018.5 - 2023.10）

## 相关
- 泉州公交线路列表
- 泉州公交30路